# Claude Autant-Lara
Claude Autant-Lara, of Claude Autant (Luzarches, 5 augustus 1901 – Antibes, 5 februari 2000) was een Frans filmregisseur.

## Leven en werk

### Afkomst, opleiding en moeilijke eerste stappen in de filmwereld
Autant-Lara was de zoon van architect Édouard Autant en van actrice Louise Lara van de Comédie-Française. Het beroep van zijn moeder stelde hem in de gelegenheid van dichtbij in contact te komen met het toneelmilieu. Hij volgde middelbare studies aan een gereputeerd Parijs lyceum maar de ontdekking van de zevende kunst opende een nieuwe wereld voor hem en slorpte hem weldra helemaal op.
Op 14-jarige leeftijd werd hij van school verwijderd. Hij zette zijn studies voort in een streng college in Engeland. Enkele jaren later keerde hij terug naar Frankrijk om zich in te schrijven aan de École des arts décoratifs. Nadat hij zijn diploma had behaald werd hij als decorateur aangenomen door Marcel L'Herbier. Hij werkte eerst de decors voor een toneelstuk uit, vervolgens werd hij decorateur en regieassistent voor L'Homme du large (1920), waarin Charles Boyer debuteerde. In 1923 was L'Herbier de producent van Autant-Lara's debuut, Faits divers, een experimentele korte film over een driehoeksverhouding met Antonin Artaud en moeder Louise Lara in de hoofdrollen. In 1926 ontwierp Autant-Lara de decors en de kostuums voor Jean Renoirs drama Nana. Kort daarna wierf René Clair hem aan als regieassistent voor enkele van zijn films.
Na de documentaire Vittel (1926) verwezenlijkte Autant-Lara Construire un feu naar een kortverhaal van Jack London. Hij testte een technische uitvinding uit waarvan de CinemaScope het principe zou overnemen in 1953. De film werd een fiasco en als gevolg daarvan zat hij tot over zijn oren in de schulden. Daarom vertrok hij naar de Verenigde Staten. Hij hield er zich bezig met het inblikken van de Franse versie van enkele Amerikaanse films van onder meer Buster Keaton. De Amerikaanse levensstijl en werksfeer bevielen hem echter niet zodat hij twee jaar later naar Frankrijk terugkeerde.
In 1932 realiseerde hij een vijftal korte films naar stukken van de Franse toneelschrijver Georges Courteline. In 1933 waagde hij zich aan zijn eerste lange speelfilm: Ciboulette was een musical naar de gelijknamige operette van Reynaldo Hahn waarvan de dialogen door hemzelf en Jacques Prévert werden geschreven. Ook deze film werd een fiasco en daarom aanvaardde hij werk als regieassistent van Maurice Lehmann. Dankzij die job leerde hij scenarist Jean Aurenche kennen die later twaalf scenario's voor hem schreef, al dan niet in samenwerking met Pierre Bost. Na drie films met Lehmann slaagde hij er in 1941 eindelijk in enig succes te oogsten met de komedie Le Mariage de Chiffon. Hij vroeg hoofdactrice Odette Joyeux ook voor zijn twee volgende films, de tragikomedies Lettres d'amour (1942) en Douce (1943).

### Topperiode na de Tweede Wereldoorlog

#### Groeiend succes tijdens de eerste jaren na de Tweede Wereldoorlog
In 1946 behaalde Autant-Lara een nieuw bescheiden succes met de komedie Sylvie et le Fantôme. Odette Joyeux was voor de vierde en laatste keer in de titelrol te zien.
In 1947 bracht Autant-Lara met heel veel succes Le Diable au corps op het witte doek, een drama gebaseerd op de gelijknamige roman van Raymond Radiguet. Het werk werd zeer gunstig onthaald, onder meer door de gezaghebbende Franse filmcriticus André Bazin. Dit tijdens de Eerste Wereldoorlog gesitueerd drama luidde Autant-Lara's topperiode in. Gérard Philipe, in zijn doorbraakrol, vertolkte de jonge minnaar van een wat oudere vrouw (Micheline Presle) wier man aan het front zit, een heikel onderwerp. Door het in beeld brengen van hun vurige overspelige passie werd de film als subversief bestempeld en lokte hij heftige reacties uit bij de pers en het publiek.
Tijdens zijn topperiode vond Autant-Lara het kruim van het Franse acteursgilde bereid tot samenwerking (met voorop Gérard Philipe, Jean Gabin, Bourvil, Fernandel, Edwige Feuillère, Danielle Darrieux, Michèle Morgan, Micheline Presle en Brigitte Bardot).
In 1949 verfilmde hij met de komedie Occupe-toi d'Amélie Feydeau's gelijknamige toneelstuk. Hij deed hiervoor een eerste keer een beroep op Danielle Darrieux. Drie andere samenwerkingen volgden. De volgende tien jaar kwam Autant-Lara op kruissnelheid. Hij draaide eerst L’Auberge rouge (1951) met, twaalf jaar na de komedie Fric-Frac, Fernandel in een nieuwe glansrol. Deze zwarte tragikomedie toonde hoe een herbergierskoppel klanten in hun slaap vermoordde om hun bezittingen te stelen. De film deed het erg goed aan de kassa en werd zo Autant-Lara's tweede groot succes. Le Blé en herbe (1954) was eens te meer de verfilming van een literair werk, deze keer van de gelijknamige roman van Colette. In dit voor die tijd gewaagd drama vertolkte Edwige Feuillère een rijpe dame die een adolescent verleidt.

#### Kritiek
In datzelfde jaar kwam Autant-Lara onder vuur te liggen wegens Le Rouge et le Noir, zijn filmversie van Stendhals Le Rouge et le Noir. Dit romantisch drama werd zijn derde grote kassucces mede dankzij het toen ongemeen populaire filmkoppel Gérard Philipe-Danielle Darrieux. De toekomstige cineasten van de nouvelle vague schreven echter vernietigende kritieken door te stellen dat de film stond voor een voorbijgestreefd soort cinema. In de Cahiers du cinéma viel de jonge criticus François Truffaut, de spirituele zoon van André Bazin, heftig uit tegen Autant-Lara's oubollige artistieke opvattingen. Truffaut kantte zich tegen de zogenaamde cinéma de papa. Volgens hem kwam de literaire kwaliteit van de verfilmde romans niet tot zijn recht en werd het cinematografisch potentieel van de filmkunst onbenut gelaten in de naoorlogse filmindustrie. Autant-Lara voelde zich onrecht aangedaan en hij begon op zijn beurt kribbig de opkomende nouvelle vague af te kraken.

#### Nieuwe grote successen van de late jaren vijftig
Desondanks ging Autant-Lara na deze polemiek onverstoorbaar verder met filmen. Hij kon een beroep doen op Michèle Morgan, toen op het hoogtepunt van haar roem, voor een nieuwe versie van de mythe van Faust in Marguerite de la nuit (1955). Yves Montand in de rol van Mephistopheles was haar tegenspeler. Autant-Lara's volgende film, het heel succesrijke La traversée de Paris (1956), kon uitpakken met Jean Gabin, Bourvil en Louis de Funès samen op de affiche. In deze tijdens de Tweede Wereldoorlog gesitueerde tragikomedie zeulden Gabin en Bourvil 's nachts koffers vol varkensvlees naar de andere kant van Parijs, een verhaal gebaseerd op een novelle van Marcel Aymé. Gabin draaide een tweede keer met Autant-Lara in het drama En cas de malheur (1958), naar de gelijknamige roman van Simenon. Hij vertolkte er de oudere advocaat die verliefd wordt op zijn cliënte, een tippelaarster gespeeld door Brigitte Bardot. De combinatie Gabin-Bardot deed de kassa rinkelen. In datzelfde jaar gaf Autant-Lara voor de derde keer een hoofdrol aan Gérard Philipe, ditmaal in Le Joueur, een tragikomedie naar de gelijknamige roman van Fjodor Dostojevski. In 1959 trad ook Bourvil weer aan in een film van Autant-Lara, opnieuw naar een werk van Marcel Aymé: de komedie La Jument verte toonde de diepe vijandschap tussen twee boerenfamilies en werd een enorm kassucces.

### Latere carrière
Vanaf de jaren zestig nam het succes van de films van Autant-Lara af. Hij draaide nog een vijftiental films, voornamelijk in de jaren zestig. Het avontuurlijke drama Le Comte de Monte-Cristo (1961), naar De graaf van Monte-Cristo van Alexandre Dumas père, was met 4,5 miljoen toeschouwers zijn laatste kaskraker. Vermeldenswaardig was nog de komedie Le Magot de Josefa (1963) waarin Bourvil naast Pierre Brasseur en Anna Magnani, twee andere monstres sacrés, een boef speelde. In zijn laatste film Gloria (1977) blikte Autant-Lara nostalgisch terug op de jaren 1914-1959. Voor de televisie bewerkte hij nog Stendhals roman Lucien Leuwen tot een vierdelige serie.
Hij publiceerde nog verscheidene bundels met voordrachten en pamfletten. Zijn verbittering bleek uit zijn memoires La Rage dans le cœur (1984) waarin hij zowat met iedereen afrekende.

### Politiek
Claude Autant-Lara werd in een televisie-interview van de jaren tachtig van verklikking beschuldigd tijdens de nazibezetting door filmproducent en Nouvelle Vaguepromotor Pierre Braunberger.
Op 15 juni 1989 werd Lara verkozen tot lid van het Europees Parlement voor het Front National. Als oudste lid (hij was destijds 87) had hij het voorrecht de vergadering voor te zitten tot een nieuwe voorzitter verkozen was. Lara maakte van de gelegenheid gebruik een lange toespraak te houden waarin hij onder meer waarschuwde voor de Verenigde Staten – niet de Sovjet-Unie – als grootste bedreiging voor de Europese cultuur en waarin hij (met het oog op de lage opkomst bij de verkiezingen) de democratische legitimiteit van het parlement bekritiseerde. Socialisten, christendemocraten en liberalen verlieten demonstratief de zaal. De toespraak is door een vergelijking tussen de "culturele indringers" en Shylock ook wel antisemitisch genoemd. Lara deed tijdens zijn lidmaatschap van het Europarlement meer dan één racistisch geïnspireerde controversiële uitspraak.
Na een lange ziekte overleed Autant-Lara in 2000 op 98-jarige leeftijd in een ziekenhuis in Antibes.

## Filmografie

### Regieassistent
- 1920 - L'Homme du large (Marcel L'Herbier)
- 1923 - Paris qui dort (René Clair( (korte film)
- 1926 - Le Voyage imaginaire (René Clair)
- 1927 - La Proie du vent (René Clair)
- 1928 - Le Diable au coeur (Marcel L'Herbier)

### Acteur
- 1926] - Nana (Jean Renoir)

### Regisseur

#### Korte en middellange films
- 1923 - Faits divers
- 1926 - Vittel (documentaire)
- 1928 - Construire un feu
- 1928 - Boul se met au verre (Soluble dans l'eau)
- 1932 - La Dame d'en face
- 1932 - Le gendarme est sans pitié
- 1932 - Invite Monsieur à dîner
- 1932 - Monsieur le duc
- 1932 - La Peur des coups
- 1932 - Un client sérieux

#### Lange speelfilms
- 1931 - Buster se marie (Franse versie van Parlor, Bedroom and Bath van Edward Sedgwick) (samen met Edward Brophy)
- 1931 - Le Plombier amoureux (Franse versie van The Passionate Plumber van Edward Sedgwick)
- 1932 - L'Athlète incomplet (Franse versie van Local Boy Makes Good van Mervyn LeRoy)
- 1933 - Ciboulette
- 1937 - L'Affaire du courrier de Lyon (samen met Maurice Lehmann)
- 1938 - Le Ruisseau (samen met Maurice Lehmann)
- 1939 - Fric-Frac (samen met Maurice Lehmann)
- 1940 - The Mysterious Mr Davis
- 1941 - Le Mariage de Chiffon
- 1942 - Lettres d'amour
- 1943 - Douce
- 1946 - Sylvie et le Fantôme
- 1947 - Le Diable au corps
- 1949 - Occupe-toi d'Amélie
- 1951 - L'Auberge rouge
- 1952 - Les Sept Péchés capitaux (anthologiefilm, episode L'Orgueil)
- 1953 - Le Bon Dieu sans confession
- 1954 - Le Blé en herbe
- 1954 - Le Rouge et le Noir
- 1955 - Marguerite de la nuit
- 1956 - La traversée de Paris
- 1958 - Le Joueur
- 1958 - En cas de malheur
- 1959 - La Jument verte
- 1960 - Les Régates de San Francisco
- 1960 - Le Bois des amants
- 1961 - Tu ne tueras point
- 1961 - Le Comte de Monte-Cristo
- 1961 - Vive Henri IV, vive l'amour
- 1963 - Le Meurtrier
- 1963 - Le Magot de Josefa
- 1965 - Humour noir (sketchenfilm, episode La Bestiole)
- 1965 - Journal d'une femme en blanc
- 1966 - Nouveau journal d'une femme en blanc
- 1967 - Le Plus Vieux Métier du monde (sketchenfilm, episode Aujourd'hui)
- 1968 - Le Franciscain de Bourges
- 1969 - Les Patates
- 1973 - Lucien Leuwen (televisieserie)
- 1977 - Gloria

## Publicaties
- Le Coq et le Rat : Chronique cinématographique du XXe siècle, Flambeau, 1960
- Télémafia, Éditions Alain Lefeuvre, 1981
- La Rage dans le cœur, Veyrier/Lib, L'Avenue, 1984 (memoires)
- Les Fourgons du malheur. Chronique cinématographique du XXe siècle, Flambeau, 1992